# カフカ (バンド)
カフカは、日本のロックバンド。カネココウタ（ボーカル、ギター）、ヨシミナオヤ（ベース）、フジイダイシ（ドラムス）、ミウラウチュウ（ギター）の4人から構成される。2017年12月15日からKFK（ケーエフケー）へ改名。2019年4月に解散した。

## メンバー
カネココウタ
ボーカル、ギター担当。1985年11月26日生まれ。
影響を受けたアーティストにBLANKEY JET CITY、スマッシング・パンプキンズ、ニュー・オーダー、Bloodthirsty butchers、ナンバーガール、BURGER NUDSなどを挙げている。
高校生時代、BLANKEY JET CITYの"弾き語り全曲集"という楽譜を購入し、学校から帰宅してはアコギで弾き語りの練習をする、というのが楽しみだった。その時にコードを覚えた。作詞よりも作曲が先であると公言している。歌詞はすべて彼が担当している。作詞ノートなどは作らず、頭の中で詞を構築する。歌詞のストックが幾つかあり、作った曲を聴いてそこに当てはめていくというスタンス。喫煙者である。

ヨシミナオヤ
ベース、コーラス担当。1986年8月2日生まれ。
影響を受けたアーティストにMr.Children、THEE MICHELLE GUN ELEPHANT、ナンバーガール、GRAPEVINEを挙げている。

フジイダイシ
ドラム、コーラス担当。1986年2月18日生まれ。
影響を受けたアーティストにニルヴァーナ、ナンバーガールを挙げている。

ミウラウチュウ
ギター担当。1987年9月6日生まれ。
2013年4月1日に正式にメンバーとして加入。

## 来歴

### 「LOWNAME」時代
2006年3月、東京にて前身となるバンド「LOWNAME」を結成。メンバーはカネココウタ（Vo&Gt）、フジイダイシ（Dr&Cho）、ヨシミナオヤ（Ba&Cho）、スズキユウキ（Gt）の4人。バンド名の由来は「BURGER NUDS」の1stミニアルバム「LOWNAME」から。『Burger NudsのLow Nameをこの前借りた。バンド名にするほど聴きたかったアルバムだった』と公言していた。この後5月からライブ活動を開始する。
同年12月6日にはスズキユウキが脱退。理由は「新しいバンドを立ち上げることに専念したい」というもの。

### 「カフカ」時代
2008年にカネココウタ（Vo&Gt）、フジイダイシ（Dr）、ヨシミナオヤ（Ba）でスリーピースバンド『カフカ』を結成。バンド名の由来は「フランツ・カフカ」。彼の書籍『審判』を丁度読んでいたことと、「本人にすら理解できない理不尽な気持ち」を描いている世界観に共感した。ということが理由として挙げられる。その後、『例えば、どこにも存在しない世界の物語』をコンセプトに、1st「Memento.」2nd「cinema」3rd「fantasy」の3部作のアルバムを発表。
2012年8月1日に『空』をテーマにしたアルバム「空を継ぐものたち」を全国のタワーレコード限定でリリース。映像制作団体「YUMORE FiLMs」とコラボレーションで、収録曲の3曲「夢のつづき」「マルグリット・レノン」「ワスレナグサ」にMVが製作された。公式サイトとCD本体付属の帯にロックバンド「DIRTY OLD MEN」の高津戸信幸からの感想コメントが掲載されている。
2013年4月から新メンバーにミウラウチュウ（Gt）を加え、スリーピースバンドから4ピースバンドに転向。新体制となったカフカの生命讃歌として、その後6月、8月に続けてツインミニアルバム「呼吸」をリリース。
2013年7月30日よりiOS向けリズムゲームアプリとして配信された「SHOW BY ROCK!!」の初期タイアップバンド「ガウガストライクス」として参加。
2014年2月5日にエレクトロ・ポップの要素を大胆に導入し、「再生」をテーマに掲げた4thフルアルバム「Rebirth」をリリース。YouTubeで公開された収録曲「Inside of Snowdome」のMVではカネココウタ（Vo&Gt）がキーボードを演奏している姿を見ることが出来る。
2015年9月9日にUK.PROJECTへ移籍後、第1弾アルバム「Tokyo 9 Stories」をリリース。

### 「KFK」改名
2017年12月15日からKFK（ケーエフケー）へ改名をした。2018年1月24日には改名後初のアルバム「ラブソングフォーディストピアシティトーキョー」を発売。2019年3月8日、同年4月26日に東京・渋谷WOMBにて開催するラストライブ「We are KFK from Tokyo Setagaya」をもって解散することを発表した。同年4月12日には最後の作品となるニューアルバム「Lullaby For My Errors」を配信リリースする。

## ディスコグラフィー

### コンピレーションアルバム
| 発売日         | タイトル                                          | 規格品番   | 収録曲           | 備考                                 |
| -------------- | ------------------------------------------------- | ---------- | ---------------- | ------------------------------------ |
| 2011年01月19日 | 36.5℃                                             | CRCP-40288 | 13.Annie         | クラウン                             |
| 2012年10月26日 | カフカ x club乙 コンピレーションアルバム「pulse」 | DQC-9025   | 1.サヨナラ、13時 | 特設サイトから試聴することができる。 |

### 楽曲提供
- むすびズム「Summer Repeat」(作詞)

## LOWNAME時代

### ミニアルバム
1st demo「lostname e.p.」（2006年7月発売）
1. annabel lee
2. カナブン
3. バスケットボール
4. 14月

2nd demo「カナブン/バスケットボール」（2007年10月発売）
1. カナブン
2. バスケットボール

## ミュージックビデオ
| 監督       | 曲名 |
| 新井貴弘   | 「呼吸論」 |
| 大澤健太郎 | 「Inside of Snowdome」 |
| 小林勇太   | 「マルグリット・レノン」「ワスレナグサ」「夢のつづき」                                                                                  |
| 橋向ハル   | 「In the clockworks」 |
| 不明       | 「線香花火が落ちるとき」「シリウスと老人」「Annie」「ai(Tokyo Tower Remix)feat.日向文」「サヨナラ、13時」「彼女は海で」「水瓶とラクダ」 |

## 主なライブ

### ワンマンライブ・主催イベント
- 2008年08月17日 - 自主企画「子供たちの白い目の上で vol.1」
- 2008年10月 - 1st Album「Memento.」Release Tour『家出』
- 2010年02月19日 - 自主企画「子供たちの白い目の上で vol.2」
- 2010年03月〜04月 - 2nd Album「cinema」Release Tour『アニーの散歩』
- 2010年09月10日 - 自主企画「子供たちの白い目の上で vol.3」
- 2011年02月27日 - 自主企画「子供たちの白い目の上で vol.4」
- 2011年05月 - 1st Single「Sirius.e.p」Release Tour『犬の放し飼い』
- 2011年08月26日 - 自主企画「子供たちの白い目の上で vol.5」
- 2011年09月 - 3rd Album「fantasy」Release Tour『不思議ツアー』
- 2011年10月 - 東名阪ワンマンツアー『10月はさよならの国』
- 2012年08月 - 1st Mini Album「空を継ぐものたち」Release Tour『forget me not Tour』
- 2012年10月26日 - forget me not Tour Final One-Man "空を継ぐものたちの約束"
- 2012年12月08日 - カフカ x club乙 コンピレーションアルバム「pulse」release tour
- 2013年05月28日 - カフカ One-Man Live "ココノコエ"
- 2013年06月20日〜07月05日 - カフカ『呼吸 -inhale-』release tour
w/Suck a Stew Dry / 真空ホロウ
- 2013年09月07日 - 『呼吸 -inhale-&-exhale-』 Release ONE-MAN “バイタルサイン”
- 2014年02月15日〜04月26日 - カフカ「『Rebirth』Release Tour『2036年宇宙の旅』」
w/Halo at 四畳半 / ヒトリエ
- 2014年07月12日 - 自主企画「NIGHT CIRCUS vol.1」
- 2014年12月13日 - 自主企画「NIGHT CIRCUS vol.2」
- 2015年04月18日〜04月25日 - カフカ 2015 SPRING TOUR「ヒドラの心臓」
w/reading note
- 2015年09月18日 - SPECIAL LIVE【TOKYO 9 STORIES】
- 2015年10月01日〜11月22日 - カフカ「Tokyo 9 Stories」Release Tour【LIVE 9 CITIES】
w/asobius / CHERRY NADE 169 / Chic Sick / Living Book / Martens / mira nemus / phonon / SHOT KING PINKs / THEサラダ三昧 / Vianka / カナタ / ソライロブランケット / チューベローズ / 空白器官 / 空腹絶倒
- 2016年04月28日 - カフカ Presents「NIGHT CIRCUS vol.3」
w/Wienners / Lyu:Lyu
- 2016年08月11日 - KINOTO 15TH ANNIV.HEADLINER ONEMAN SHOWS カフカx乙presents 「MANIAC CIRCUS 〜夏の大三角〜」
- 2016年11月04日〜12月07日 - 「あいなきせかい」Release Tour 『KFKの逆襲がはじまるぞツアー』
w/バンドごっこ / ユビキタス / THE BOY MEETS GIRLS / TRY TRY NIICHE / ジョゼ / OverTheDogs / Suck a Stew Dry / Vianka
- 2017年01月24日 - WE ARE K F K !! DAISHI IS BACK
- 2017年04月21日〜05月26日 - ONE-MAN TOUR 2017『ARE YOU KFK?』
- 2019年04月26日 - We are KFK from Tokyo Setagaya

### 出演イベント
- 2010年12月30日 - LIVE DI:GA JUDGEMENT 2010
- 2011年07月17日 - 蓮沼2011
- 2011年08月13日 - TREASURE05X 2011 〜the flashy seed〜
- 2011年12月30日 - LIVE DI:GA JUDGEMENT 2011
- 2012年12月31日 - LIVE DI:GA JUDGEMENT 2012
- 2013年10月11日 - DIRTY OLD MEN presents「Don't Stop Music vol.3」
- 2013年10月14日 - MINAMI WHEEL 2013
- 2013年12月04日 - bayfm MUSIC METRO vol.4
- 2013年12月16日 - Shibuya O-Crest 10周年 Special Week!!〜海闊天空〜
- 2013年12月24日 - GIANT 38th BxDx proudly presents「Your Empty Nights -Xmas Special-」
- 2013年12月27日 - ジョゼ Nocturne release tour「湖がぶ飲みツアー2013」
- 2014年03月23日 - SUPER BEAVER 『361°』Release Tour 2014〜周回する、ラクダ〜
- 2014年06月08日 - SAKAE SP-RING 2014
- 2014年08月29日 - 「L'Heure Bleue」 - KINOTO 13th Anniversary special !!! -
- 2014年10月09日 - Listen to my song! vol.5
- 2014年10月11日 - MINAMI WHEEL 2014
- 2014年12月13日 - NIGHT CIRCUS vol.2
- 2015年03月11日 - the equal lights presents『アルケミストと羊飼い』
- 2015年03月21日 - Rakuten kobo presents MUSIC CUBE 15
- 2015年05月31日 - reading note 19200 LIVE TOUR 2015
- 2015年06月06日 - SAKAE SP-RING 2015
- 2015年06月25日 - Applicat Spectra presents 「ネコ座流星群 vo.5」
- 2015年07月04日 - 見放題2015
- 2015年07月05日 - タワヒロは見たVol.7
- 2015年07月11日 - こノよノはテ〜大阪編〜「記号蒐集家の為の葬送夜奏#9」
- 2015年07月12日 - CLUB UPSET 10th ANNIVERSARY × Half time Old presents "半フェス"
- 2015年07月19日 - Your empty Nights-kinoto14th ANNIV.SP
- 2015年10月03日 - MEGA☆ROCKS 2015
- 2015年10月10日 - MINAMI WHEEL 2015
- 2015年11月08日 - NPO法人JoinLIFE機構PRESENTS「HOPE AND LIVE〜HIV/AIDS治療支援ベネフィットコンサート2015」DAY-2
- 2015年12月26日 - phonon pre.Insolite
- 2016年02月23日 - ekoms presents " Two Series vol.6"
- 2016年02月25日 - Jack in the Box!!!! 2016
- 2016年03月05日 - 見放題東京2016
- 2016年05月04日 - NIIGATA RAINBOW ROCK 2016
- 2016年06月04日 - SAKAE SP-RING 2016
- 2016年06月25日 - OTOSATA ROCK FESTIVAL 2016
- 2016年07月02日 - 見放題2016
- 2016年07月27日 - 初恋サンセット2016〜スイカ編〜
- 2016年08月03日 - TVアニメ「SHOW BY ROCK!!」"3969"SUMMER FES 2016 in Bighillcity
- 2016年08月04日 - TVアニメ「SHOW BY ROCK!!」"3969"SUMMER FES 2016 in Shachihokocity
- 2016年08月16日 - UKFC on the Road 2016
- 2016年08月28日 - DISK GARAGE MUSIC MONSTERS -2016 summer-
- 2016年08月31日 - TVアニメ 「SHOW BY ROCK!!」 "3969"SUMMER FES 2016
- 2016年09月18日 - Eggs presents TOKYO CALLING 2016
- 2016年10月01日 - MEGA☆ROCKS 2016
- 2016年10月08日 - MINAMI WHEEL 2016
- 2016年10月14日 - No Maps presents Sapporo Neutral 2016
- 2016年11月28日 - ekoms presents "夜明けの月と煙 vol.4"
- 2017年02月04日 - でらロックフェスティバル 2017
- 2017年02月16日 - Skream! × TOWER RECORDS × Eggs presents HAMMER EGG vol.5
- 2017年03月04日 - 見放題東京2017
- 2017年03月05日 - MAGIC OF LiFE SHORT TOUR 2017〜祭り前夜、弥生の乱〜
- 2017年03月11日 - HIROSHIMA MUSIC STADIUM-ハルバン'17
- 2017年03月12日 - TENJIN ONTAQ 2017
- 2017年03月20日 - SANUKI ROCK COLOSSEUM〜BUSTA CUP 8th round〜
- 2017年06月03日 - 百万石音楽祭 2017〜ミリオンロックフェスティバル〜
- 2017年06月04日 - SAKAE SP-RING 2017
- 2017年06月24日・07月03日・04日 - polly sou release tour 「花束を渡すまで」